# بی‌خدایی حکومتی

بی‌خدایی حکومتی، اجرای رسمی بی‌خدایی توسط حکومت و گاهی به همراه سرکوب فعال آزادی دینی است.
حمایت حکومتی از بی‌خدایی، اولین بار، در فرانسه بعد از انقلاب، شروع شد و در مکزیک انقلابی و کشورهای کمونیستی، تکرار شد. اتحاد شوروی تاریخی طولانی از بی‌خدایی حکومتی دارد که در آن موفقیت اجتماعی منوط به اعتراف به بی‌خدایی و دوری کردن از کلیسا و حتی خرابکاری علیه آن بود.
تنها کشوری که دینداری را ممنوع کرد و همه پرستشگاههای مذهبی را بست آلبانی در دوره انور خوجه بوده‌است.

## کشورهای کمونیستی

### چین
مذهب در چین بر اساس ارزیابیهای متعدد

### شوروی
در اتحاد شوروی بی‌خدایی حکومتی سعی می‌کرد از ترویج باورهای دینی جلوگیری کند و بازمانده‌های پیشا انقلابی را از بین ببرد.
گرچه همه ادیان مورد آزار و اذیت قرار داشتند، تلاش رژیم در خصوص بعضی ادیان خاص در گذر سالها متفاوت بود.
امروزه مذهب در کشورهای شوروی و کمونیستی سابق حضور مهمی دارد.
با وجود تلاشهای اتحاد شوروی برای محو دین، کشورهای سابق شوروی و ضد دین، نظیرارمنستان قزاقستان، ازبکستان، ترکمنستان، قرقیزستان، تاجیکستان، بلاروس، مولداوی، آلبانی، و گرجستان جمعیتهایی بسیار مذهبی دارند. نیلس کریستیان نیلسن نوشته که جمعیتهای پسا شوروی در مناطقی که سابقاً اکثراً ارتدوکس بودند اکنون تقریباً نسبت به دین بی سواد هستند. تقریباً فاقد جوانب روشنفکری و فلسفی آیین خود اند و تقریباً هیچ چیز از دیگر باورها نمی‌دانند.
در روسیه بنا بر تحقیق وزارت خارجه آمریکا در ۲۰۰۷ حدود ۱۰۰ میلیون نفر خود را ارتدوکس شرقی می‌دانند. بنا بر نظرسنجی مرکز تحقیقی روسیه ۶۳٪ خود را ارتدوکس ۶٪ مسلمان کمتر از ۱٪ بودایی، کاتولیک، پروتستان یا یهودی دانستند. ۱۲٪ گفتند به خدا باور دارند ولی دین خاصی ندارند و ۱۶٪ گفتند که بی ایمانند. در تحقیق ۲۰۰۵ در لیتوانی ۷۹ درصد خود را متعلق به کلیسای کاتولیک رم می‌دانند. ازجمله ۹۶٫۱ اوکراینی‌ها مسیحی هستند. ۸۸٫۴ لهستانیها پیرو کلیسای کاتولیک رومی‌اند.